# Уступ Верона
Уступ Верона (лат. и англ. Verona Rupes) — уступ (обрыв, скальная гряда), находящийся на Миранде — одной из лун Урана, на широте −18,3° и долготе 347,8°. Назван в честь Вероны — города, где жили Ромео и Джульетта в произведении Уильяма Шекспира.

## География и геология
Уступ Верона расположен рядом с областью сходящихся под углом борозд, которая неофициально называется «шеврон». Он образует край сложного грабена шириной около 20 км. Высота уступа составляет 10—15 км (по некоторым оценкам, 5 км, а по другим — до 20 км), что делает его самой высокой из подобных структур в Солнечной системе. Он намного выше стен Большого Каньона на Земле. С учётом небольшого размера Миранды его высота особенно удивительна: около 3 % диаметра спутника. Длина видимой части структуры составляет 116 км. Все эти выводы сделаны по снимкам космического аппарата «Вояджер-2», который заснял только южное (освещённое на тот момент) полушарие Миранды. Вполне вероятно, что уступ Верона продолжается за терминатором в северное полушарие и его полная длина ещё больше.

## Происхождение

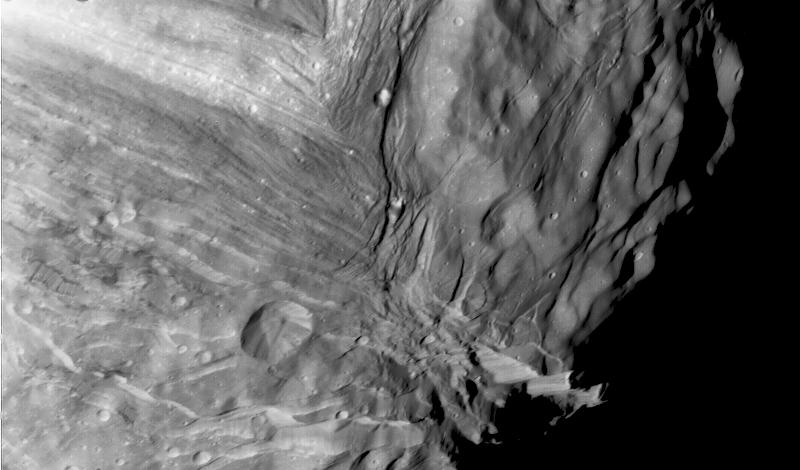
Участок поверхности Миранды, на котором хорошо виден уступ Верона. Высота скалы справа внизу — 20 км. Фотография сделана камерой космического аппарата «Вояджер-2» 24 января 1986 года

Происхождение гигантской скалы остаётся неизвестным, вероятно, это разлом со сбросом, так как на откосе видны вертикальные следы, скорее всего образовавшиеся при взаимном трении блоков во время их скольжения относительно друг друга. А образование разлома может быть связано с сильным импактным событием, следы которого возможны в неисследованном пока северном полушарии Миранды.